# Kitzbüheler Horn
Pour les articles homonymes, voir Kitzbühel (homonymie).
Le Kitzbüheler Horn (littéralement « Corne de Kitzbühel ») est un sommet des Alpes, à 1 996 m d'altitude, dans les Alpes de Kitzbühel, en Autriche (Tyrol). Il domine la ville autrichienne éponyme à l'est.

## Géographie

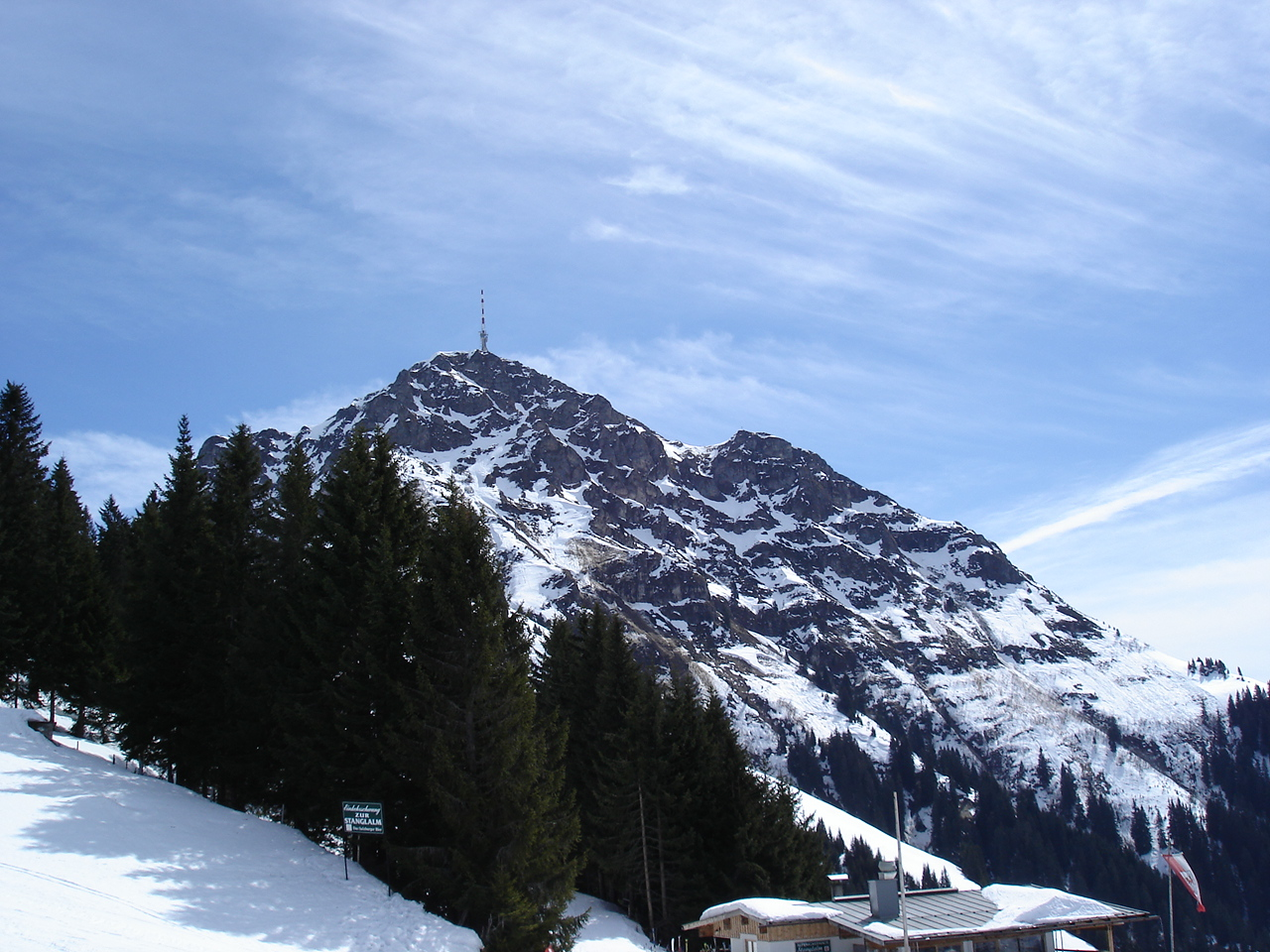
Kitzbüheler Horn vu du nord.

Au sommet se trouve une tour de télévision de 102 m de haut appartenant à l'Österreichische Rundfunksender. Plusieurs remontées mécaniques arrivent au sommet.

## Activités

### Cyclisme
Le Kitzbüheler Horn est également une des ascensions les plus dures d'Europe et constitue régulièrement une arrivée d'étape du Tour d'Autriche. L'ascension, longue de 10 km environ, démarre par un premier kilomètre à près de 9 % de moyenne. Les 9 kilomètres suivants présentent une moyenne de 13 %.

### Course de montagne
Chaque année au mois d'août depuis 1979, le sommet accueille l'arrivée de la course de montagne du Kitzbüheler Horn.